# Ganikoppa, Sampgaon
Ganikoppa là một làng thuộc tehsil Sampgaon, huyện Belgaum, bang Karnataka, Ấn Độ.